# Heinz Abosch
Heinz Abosch (Magdeburgo, 5 gennaio 1918 – Düsseldorf, 1º marzo 1997) è stato un giornalista e scrittore tedesco, autore di saggi storico-politici sulla Germania e la Russia, e di monografie su Lev Trockij e Simone Weil.

## Opere scelte
- 1960 - La Germania senza miracolo (L'Allemagne sans miracle)